# Åke Gerhard
Åke Gerhard, pseudonym för Åke Gerhard Larsson, född 26 mars 1921 i Utansjö, Ångermanland, död 20 augusti 2009 i Utansjö, var en svensk kompositör, sångtextförfattare, musiker (bas och saxofon), orkesterledare, skivproducent och musikförläggare. Åke Gerhard använde sig även av pseudonymen Ben Hur.

## Verksamhet
Åke Gerhard var i samarbete med Leon Landgren verksam som producent och musikförläggare. Deras schlager Ann-Caroline spelades in av Thory Bernhards och blev en storsäljare 1955. Texten översattes till engelska av Paddy Roberts och spelades under titeln "Lay down your arms" in av Anne Shelton. Den toppade den brittiska singellistan i fyra veckor med början den 21 september 1956.
Åke Gerhard dominerade Melodifestivalens första år: han var med och skrev fyra av de fem vinnarna 1958–1962. Han startade och drev också skivbolaget Olga Records, som under 1960-talet hade stora framgångar i första hand med popbandet Hep Stars, och var också gruppens manager 1963–1969.
Åke Gerhard valdes in i Melodifestivalen Hall of Fame år 2020.

## Musik och text i urval
- Alexander, kom på tredje plats vid Melodifestivalen 1960
- Månsken måste vi ha
- Samma stjärnor lysa för oss, vinnare av Melodifestivalen 1958. Efter en schism med Sveriges Radio, skrevs texten om av Gunnar Wersén och melodin fick namnet Lilla stjärna i finalen i Hilversum.[6]
- Hej systrar hej bröder
- Rosenkyssar

## Text till musik
- Augustin, vinnare av Melodifestivalen 1959
- Alla andra får varann, vinnare av Melodifestivalen 1960
- Små, små ord av kärlek
- Sol och vår, vinnare av Melodifestivalen 1962
- Mjölnarens Iréne
- Tunna skivor, text på svenska till Everybody's Somebody's Fool.
- Slit och släng
- Mina kärleksbrev dom vill jag ha igen, text på svenska till I'm Gonna Knock on Your Door.